# ناديشدا برينيكه
ناديشدا برينيك هي ممثلة، مغنية ومؤلفة ألمانية ولدت في 21 أبريل 1973.